# Comté de Pulaski (Indiana)
Pour les articles homonymes, voir Comté de Pulaski.
Le comté de Pulaski (anglais : Pulaski County) est un comté de l'État de l'Indiana, aux États-Unis. Il comptait 13 755 habitants en 2000. Son siège est Winamac.